# Noh Ḩeşār
Noh Ḩeşār (persiska: نو حصار, Now Ḩeşār, نه حصار) är en ort i Iran.   Den ligger i provinsen Semnan, i den centrala delen av landet, 100 km sydost om huvudstaden Teheran. Noh Ḩeşār ligger 861 meter över havet och antalet invånare är 146.
Terrängen runt Noh Ḩeşār är platt åt sydost, men åt nordväst är den kuperad. Terrängen runt Noh Ḩeşār sluttar söderut.Runt Noh Ḩeşār är det glesbefolkat, med 9 invånare per kvadratkilometer. Trakten runt Noh Ḩeşār består till största delen av jordbruksmark.